# 仙水站
仙水站，位于中华人民共和国贵州省毕节市威宁彝族回族苗族自治县中水镇仙水村，是内昆铁路上的火车站，建于2002年，由成都铁路局管辖。